# Maurice-Auguste Beniowski
Maurice-Auguste Beniowski (Vrbové, 20 settembre 1746 – Madagascar, 23 marzo 1786) è stato un avventuriero, ufficiale ed esploratore ungherese naturalizzato francese.
Combatté nell'esercito francese, in quello polacco e in quello austriaco; viaggiò il mondo come esploratore; per qualche tempo risiedette nella Baia d'Antongil (Antongila), in Madagascar, autoproclamandosi re dell'isola. A causa della sua vita movimentata e del suo cosmopolitismo, il suo nome viene ricordato secondo una grande quantità di trascrizioni: Móric August Beňovský/Beňowský, Maurycy August Beniowski, Benyovszky Móric, Maurice Auguste de Benyowsky/-ski, Maurice Benyowsky/Benovsky, Moritz Benjowsky/-wski/Benyowski e Mauritius Auguste de Benovensis sono alcune delle varianti.

## Biografia
Beniowski nacque a Vrbové, vicino a Trnava (nell'odierna Slovacchia, al tempo regione del Regno di Ungheria). Iniziò la carriera militare nell'esercito austriaco durante la guerra dei sette anni; in seguito, tuttavia, le sue opinioni religiose lo indussero a lasciare il paese. Intraprese quindi una vita di avventure e viaggi per mare.
Nel 1768 entrò a far parte della Confederazione di Bar, un movimento polacco contro l'intervento russo. Fu catturato dai Russi e mandato in Siberia. Fuggito, tornò in Europa attraverso il Pacifico settentrionale. Giunto in Francia nel 1772, conobbe Luigi XV, il quale fu a tal punto impressionato da Beniowski da offrirgli di rappresentare la Francia in Madagascar. Recatosi in Madagascar, si insediò nella Baia d'Antongil, nella parte nordorientale dell'isola, dove fondò una colonia (Antongila) con capitale Louisbourg. Nel 1776 Beniowski fu nominato «re» (in lingua malgascia: Ampansacabe) dagli indigeni del Madagascar, e ricevette l'appoggio di alcuni capi locali. Ciononostante riprese presto i suoi viaggi: si recò a Londra nel 1783 e successivamente negli Stati Uniti e in Brasile. Il suo regno fu rovesciato dagli stessi francesi: venne infine ucciso nella sua colonia, durante uno scontro con un distaccamento francese.
Gli è attribuita una sorta di autobiografia pubblicata a Londra nel 1790 e l'anno successivo a Parigi.